# Max Jühnichen
Max Jühnichen (* 9. Mai 1908 in Münchhausen; † unbekannt) war ein deutscher Politiker und Funktionär der DDR-Blockpartei Demokratische Bauernpartei Deutschlands (DBD).
Jühnichen stammte aus einer Arbeiterfamilie. Er lebte in Finsterwalde, wo er LPG-Vorsitzender war. Von 1958 bis 1963 war als Mitglied der DBD-Fraktion der Volkskammer der DDR.